# Salim Chishti

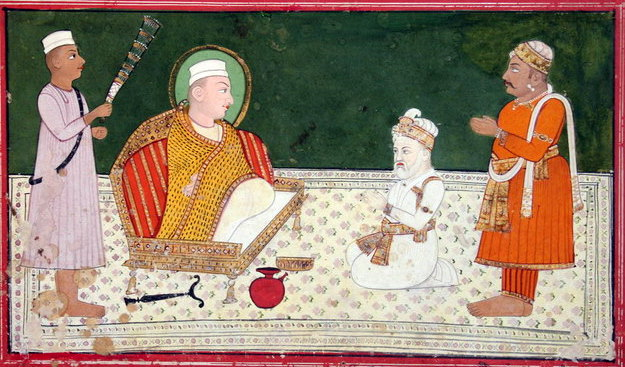
Begegnung Akbars mit Salim Chishti

Salim Chishti oder Salim Chisti (Hindi सलीम चिश्ती, Urdu سلیم چشتی; * 1478 oder 1480 in vermutlich Delhi; † 1572 in Fatehpur Sikri) war ein Sufi des in Afghanistan entstandenen islamischen Chishtiyya-Ordens, der eine vergleichsweise tolerante Koranauslegung vertrat.

## Biografie
Sheikh Salim Chishti entstammte einer einflussreichen moslemischen Familie aus Delhi. Als Mann unternahm er mehrere Pilgerreisen zu den heiligen Stätten von Mekka und Medina und hielt sich insgesamt mehr als 20 Jahre in Arabien und im Vorderen Orient auf. Im Jahr 1564, im Alter von über 80 Jahren, ließ er sich in der kargen und felsigen Gegend von Sikri, etwa 40 km südwestlich von Agra, nieder, wo er unter Einheimischen und Fremden bald einen Ruf als weiser und wundertätiger Mann genoss. Sein Ruf drang bis zum Mogulkaiser Akbar I., der – trotz mehrerer Ehefrauen – noch ohne männlichen Thronerben war und ihn im Jahr 1568 aufsuchte und die dringlichst erhoffte Weissagung erhielt, dass er bald Vater von drei Söhnen sein würde – der erste, Prinz Salim, der spätere Mogulherrscher Jahangir (reg. 1605–1627), wurde ihm bereits im Folgejahr von der Hindu-Prinzessin Mariam uz-Zamani geboren; zwei weitere Söhne von anderen Frauen folgten. Akbar entschloss sich aus verschiedenen Gründen, in der Nähe des verehrten Sufi-Heiligen eine neue Hauptstadt zu gründen, der er den Namen ‚Fatehpur Sikri‘ gab. Bereits im Jahr 1571 waren große Teile des Palastes fertiggestellt und er zog hierhin um. Im Folgejahr starb der heilige Mann, dessen Verehrung jedoch bis auf den heutigen Tag anhält.

## Mausoleum

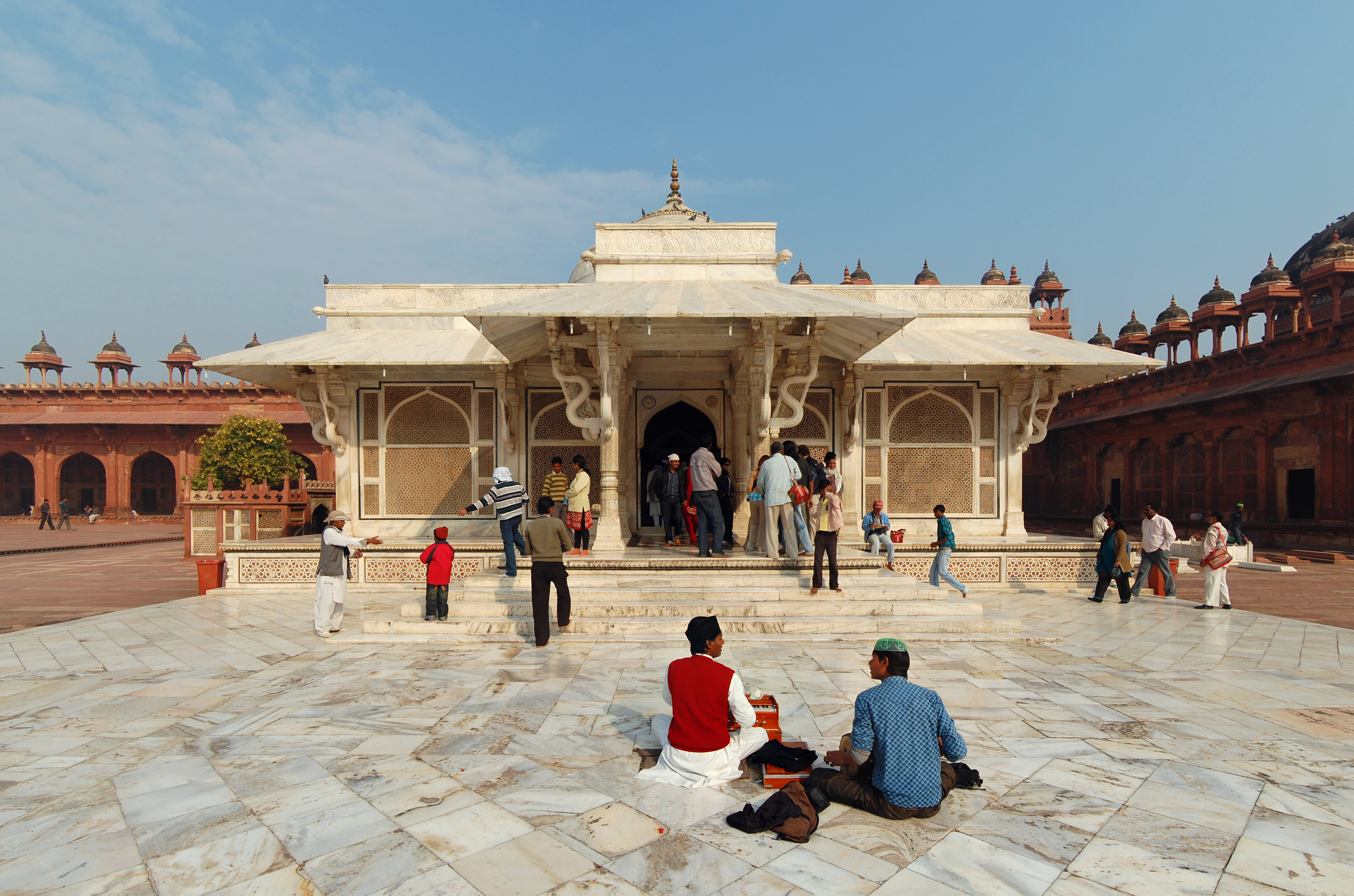
Mausoleum Salim Chishtis

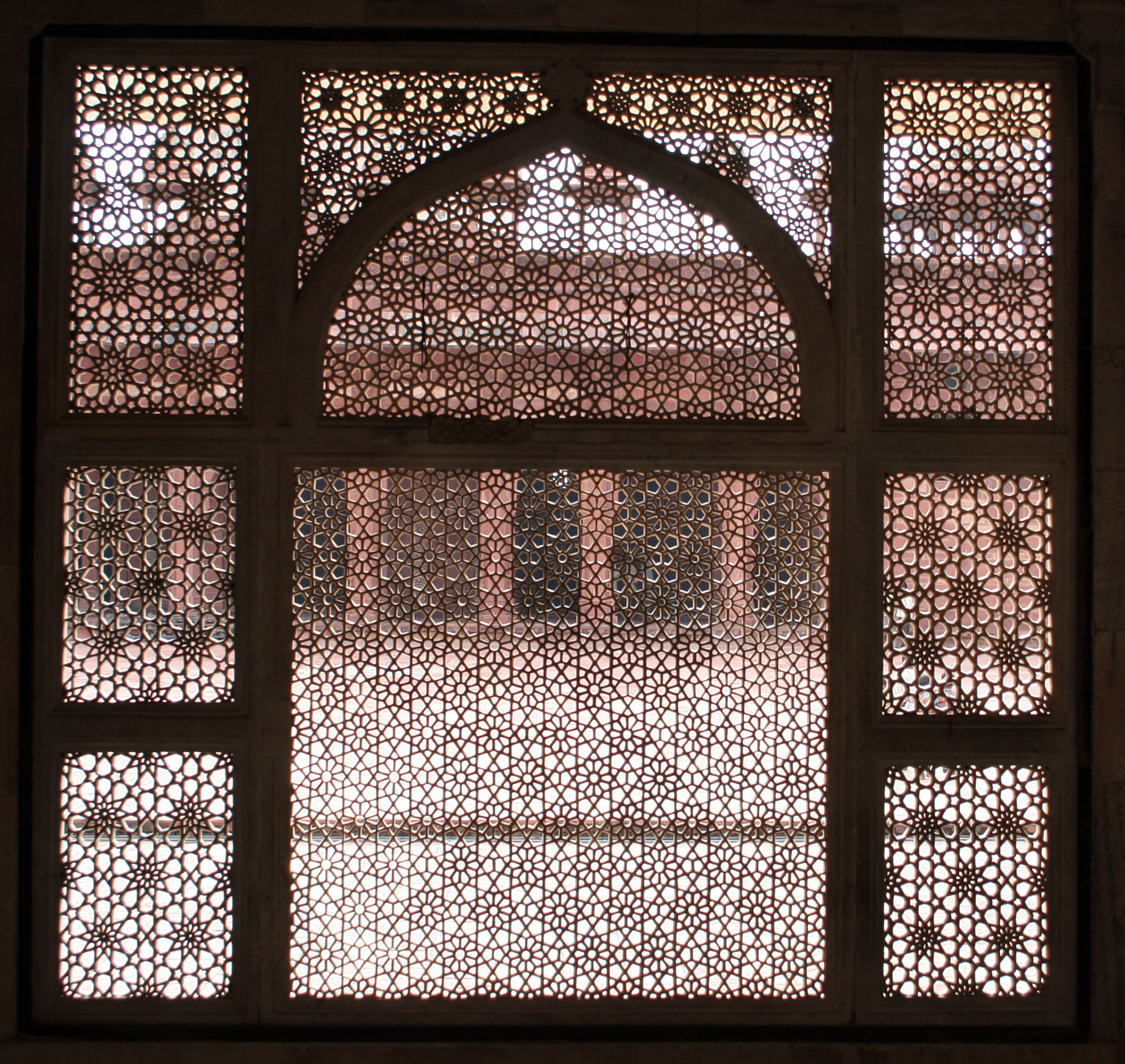
Jalis

Das unter Akbar erbaute, zuerst wohl nur einfache Mausoleum Salim Chishtis steht im Hof der Freitagsmoschee von Fatehpur Sikri. Es wurde unter den Großmogulen Jahangir und Shah Jahan (reg. 1627–1658) erneuert und ist rundum mit feinsten Marmorgittern (jalis) und farbigen Steininkrustationen in der Sockelzone versehen. Darüber hinaus ist das Gebäude mit schlangenförmigen Stützelementen geschmückt, die – ebenso wie der flachgedeckte Portal- und Umgangsbereich – ganz offensichtlich der hinduistischen Tempelarchitektur entlehnt sind. Unter einer zentralen Kuppel befindet sich das stets mit farbigen Tüchern bedeckte Kenotaph des Heiligen. Frauen aller Religionen binden farbige Stofffäden an die Jali-Gitter und geben so ihrer Verehrung sowie ihrem Wunsch nach der Geburt eines Sohnes Ausdruck.

## Sonstiges
Das Haus (Khanqah) Salim Chishtis steht etwas außerhalb des  Palastbezirks von Fatehpur Sikri; es ist wahrscheinlich das älteste erhaltene Bauwerk am Ort.